# Pierre Joannon
Pour l’article homonyme, voir Pierre Joannon (homme politique français né en 1868 et mort en 1935)..
Pierre Joannon, né en 1943, est un écrivain et diplomate franco-irlandais.

## Biographie
Pierre Joannon découvre l'Irlande en 1964 à l'occasion de son voyage de noces, initialement prévu en Écosse puis réorganisé au dernier moment en Irlande.
En 1973, il est nommé consul général d'Irlande pour la région Provence-Alpes-Côte d'Azur Il participe dès cette année-là à la revue Études irlandaises, fondée l'année précédente par le Patrick Rafroidi, de l'université de Lille 3. La nationalité irlandaise lui est conférée en 1997 sur proposition du Premier ministre John Bruton pour son rôle de premier plan dans le rapprochement entre la France et l’Irlande.
Membre du comité de rédaction de Nouvelle École, il est en 1978 au nombre de ceux qui offrent son épée d'académicien à Michel Déon.
Depuis sa fondation en 1990, il préside la branche française – Ireland Fund de France – de l'organisation caritative The Ireland Funds. Il démissionne de son poste en 2008.
Pierre Joannon est un spécialiste français de l’Irlande à laquelle il a consacré une dizaine d’ouvrages historiques et politiques. Son Histoire de l’Irlande et des Irlandais paru aux Éditions Perrin en 2006 et réédité en 2009, est l’un des ouvrages de référence sur le sujet. Le héros de sa biographie Michael Collins, interprété par Liam Neeson, a inspiré un film à grand spectacle qui s’est adjugé le Grand Prix du Festival de Venise en 1996. Film et livre ont fait la une du Figaro Littéraire, et ont eu les honneurs d’un « Bouillon de Culture », l’émission phare de Bernard Pivot. Pierre Joannon a également publié un essai sur Charles de Gaulle et l’Irlande, une étude sur le nationalisme irlandais
, une édition critique des journaux de marche des officiers du corps expéditionnaire français envoyé en Irlande par le Directoire en 1798, ainsi qu’une biographie de John Hume,, architecte incontesté du processus de règlement pacifique du conflit nord-irlandais et prix Nobel de la paix 1998.

## Publications
- Histoire de l'Irlande, éditions Plon, Paris, 1973, 503 p., [pas d'ISBN].
- Pierre Joannon, L'Irlande que j'aime (avec des photographies d'Erwan Quéméré et une préface de Michel Déon), éditions Sun, 1978, 137 p.  (ISBN 978-2719100714).
- Le Rêve irlandais : thèmes et figures du nationalisme irlandais, éditions Artus, La Gacilly, 1988, 209 p.
- L'Irlande ou Les musiques de l'âme (sous la direction de Pierre Joannon, assisté de Hervé Glot), éditions Artus, La Gacilly, 1989, [pagination non connue]. Réédition : éditions Ouest-France, Rennes, 1995, 182-18 p.  (ISBN 2737318904).
- L'Hiver du connétable : Charles de Gaulle et l'Irlande, éditions Artus, La Gacilly, 1991, rééd. Regain de lecture, 2023[11].
- Patrick Rafroidi, Pierre Joannon et Maurice Goldring, Dublin, 1904-1924 : Réveil culturel, révolte sociale, révolution politique : un patriotisme déchiré, éditions Autrement, série « Mémoires » no 6, Paris, 31 janvier 1991, 283 p.  (ISBN 978-2862603193).
- Antibes, l'Eden retrouvé : Anthologie (édition établie par Pierre Joannon), La Table ronde, coll. « La Petite Vermillon », Paris, 31 octobre 1991, 169 p.  (ISBN 978-2710324768).
- La Riviera de Maupassant, éditions Demaistre, coll. « Guides d'Azur », 1er janvier 1997, 47 p.  (ISBN 978-2841940066).
- Michael Collins : une biographie (avec une préface de Michel Déon), La Table ronde, Paris, 28 mars 1997, 297 p.  (ISBN 978-2710307617). Réédition : La Table ronde, coll. « La Petite Vermillon », Paris, 21 février 2008, 297 p.  (ISBN 978-2710330370).
- La descente des Français en Irlande, 1798 : journaux des généraux Sarrazin et Fontaine et du capitaine Jobit, lettres du général Humbert et rapport de lord Cornwallis (édition établie et annotée par Pierre Joannon), éditions La Vouivre, coll. « Du Durectoire à l'Empire » no 12, Paris, 1998, XIV-144 p.  (ISBN 2912431050).
- Irlande, terre des Celtes (avec des photographies de Seamas Daly), éditions Ouest-France, coll. « Tourisme-Itiner », Rennes, 11 mai 1999, 124 p.  (ISBN 978-2737322044).
- John Hume (suivi d'un témoignage de Garret FitzGerald), éditions Beauchesne, coll. « Politiques & chrétiens » no 15, Paris, 2000, 378 p.  (ISBN 978-2701013978)..
- Histoire de l'Irlande et des Irlandais, Librairie académique Perrin, Paris, 21 avril 2005, 688 p.  (ISBN 978-2262022747).
- Collectif (Ian Hill, Mickaël Viney, Pierre Joannon, Pierre-Yves Lambert), Irlande, Gallimard, coll. « Encyclopédies du voyage », Paris, 11 mai 2006, 384 p.  (ISBN 978-2742416509).
- Un poète dans la tourmente, Terre De Brume, Rennes, 2010, 133 p.  (ISBN 978-2843624407).
- Il était une fois Dublin, Perrin, 2013.
- Michel Mohrt, réfractaire stendhalien, La Thébaïde, 2021, 143 p.  (ISBN 979-10-94295-29-8).

## Prix
- Prix Broquette-Gonin (littérature) 1974 de l'Académie française pour L’Histoire de l’Irlande.
- Prix d’Académie 2021 de l'Académie française pour Michel Mohrt, réfractaire stendhalien.